# Виктор Мавър
Виктор Мавъра (на латински: Victor Maurus) (роден през 3 век в Мавретания; починал ок. 303 в Милано) е християнски мъченик, почитан като светец.
Празникът му е на 8 май в Римокатолическата църква и в Евангелическата лутеранска църква в Америка.

## Биография
Роден е в семейство на християни в римската провинция Мавретания. Изглежда че е принадлежал към местното население на страната. 
Бил е войник в преторианската гвардия. При управлението на император Максимиан Херкулий, той се опитва да проповядва на войниците, че езическите богове не са действително могъщи богове, а нисши демони. След като унищожава няколко от техните олтари е арестуван, но му е дадена възможност да засвидетелства съпричастност към официалните култове. Той не се съгласява и според неговите житиета е измъчван или даже се правят опити да бъде екзекутиран (но остава невредим). След като бяга от затвора, Виктор е заловен и убит в Медиоланум (сега - Милано, Италия) или в близкото селище Лоди Векио около 303 г.

## Почитание
Погребан от местния духовник Матерн в християнското гробище в Медиолан през 313 г.. Неговият култ е популяризиран и от живелия през IV век Амвросий Медиолански, който пише химн в негова чест и дори погребва брат си до неговата погребална могила. Григорий Турски (епископ на френския град Тур, живял през VI век) твърди, че там са се случвали чудеса. Върху предполагаемото му място е построена и специална гробница на светеца, изографисана с мозайки, впоследствие - преобразувана в параклис. Самите мощи на Свети Виктор са пренесени в друга църква в Милано - базиликата Сан Виторе ал Корпо, където продължават да се съхраняват и през XXI век. Също така, има множество църкви, посветени на него и на други места в Италия - в Миланския и околните му диоцези.